# Janvier 1762
Cette page présente les faits marquants du mois de janvier 1762.

## Événements
- 5 janvier : Pierre III devient empereur de Russie, le pays se retire de la guerre de Sept Ans[1].

## Naissances
- 1er janvier : Julien Dubuque (explorateur canadien)
- 2 janvier : Francesco Rosaspina (graveur italien)
- 5 janvier : Constance Mozart (chanteuse autrichienne)
- 6 janvier : Marie-Étienne Peltier (marin français)
- 8 janvier :
  - Georges Frère (général français)
  - François Xavier de Schwarz (général français)
- 9 janvier :
  - Richard Croft (médecin anglais)
  - Nicolas Faisant (homme politique français)
- 11 janvier :
  - Jacques François Brun (général français)
  - Michel Dieulafoy (librettiste français)
  - Ann Valentine (musicienne anglaise)
- 12 janvier : Louis Claude Daniel Rojou (homme politique français)
- 13 janvier :
  - Henry Drummond (banquier anglais)
  - Louis-Aimé de Bourbon (membre de la famille royale française)
- 14 janvier : Pierre-Édouard Lémontey (historien français)
- 15 janvier : Paul Hippolyte Alexandre Baume (colonel français)
- 17 janvier : Basile Dauzat (homme politique français)
- 18 janvier : Charles-Bazile Mercier-Vergerie (homme politique français)
- 19 janvier :
  - Jacques Balmat (guide de haute montagne français)
  - Louis Stanislas de Girardin (homme politique français)
  - Giuseppe Nicolini (compositeur italien)
- 20 janvier :
  - Claude de Fournas (industriel français)
  - Pierre André Miquel (aristocrate français)
  - Jérôme-Joseph de Momigny (compositeur belge)
- 21 janvier : Jean-Baptiste Lambry (homme politique français)
- 22 janvier :
  - Jean Étienne de Saint-Martin (général français)
  - Jean-Baptiste Wicar (peintre français)
- 23 janvier : Christian August Vulpius (écrivain allemand)
- 24 janvier : Jean-Baptiste Thénard-Dumousseau (homme politique français)
- 25 janvier : Marcus Gjøe Rosenkrantz (homme politique norvégien)
- 26 janvier : Jean Bérard de Moquet (esclavagiste français)
- 28 janvier : Pierre François Nicolas Plet-Beauprey (homme politique français)
- 29 janvier : Jan-Pieter Suremont (compositeur belge)
- 31 janvier :
  - Anne-Marie Audouyn de Pompéry (poétesse française)
  - Pierre Chollet-Beaufort (homme politique français)
  - Lachlan Macquarie (homme politique britannique)
  - Denis de Rasse de la Faillerie (homme politique belge)